# 加藤宽治
加藤宽治（日语：加藤寛治/かとうひろはる, 1870年10月26日—1939年4月9日），其名也可以按有职读为日语：，日本帝国海军军人，历经明治、大正、昭和三朝，最终军阶为海军大将。越前福井出身，为原藩士、海军大尉加藤直方的长子。其子加藤孝治为陆军大将武藤信義的养子。

## 生平

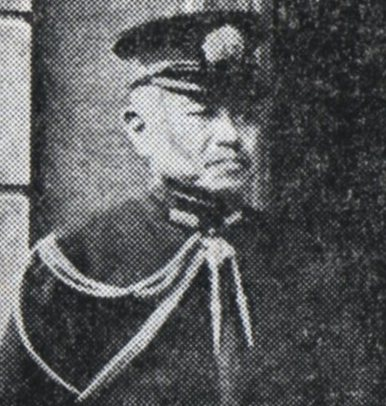
加藤宽治

加藤出身于越前福井小道具町（今福井縣福井市丰山町）。5岁时，因父亲加藤直方海军军务所需，随父母搬到东京，1877年入读明治政府开设的第一批公办小学。中学时代在攻玉社就读，1887年入读海军兵学校，在校期间成绩优异，并担任伏見宮博恭王（日后的軍令部总长）的学伴，1891年以兵学校18期首席的成绩毕业。在实习结束后，加藤被分配到了日本当时最先进的军舰，浪速进行服役。他深深折服于时任舰长东乡平八郎海军大佐的果断的行事作风，并在这段时间和冈田启介（日后的海軍大臣）成为了朋友。同时1893年随舰出航至夏威夷护侨的经历，也让加藤第一次直面国际纠纷和争议，为日后他的行为埋下伏笔。
1894年，加藤随浪速回国后，就转入练习舰龙田练习炮术。他在龙田上训练了两个月，成绩优异，然后派驻横须贺海军造船厂。这期间中日之间局势迅速恶化，同年7月21日，加藤在战云密布之时前往日本在朝鲜的海军司令部，负责岸炮事宜。同年12月登上巡洋舰橋立，参加日军对中国山东地区的运兵行动，以及对威海卫的作战行动。1895年10月，转至千代田任职航海军官。1896年受命前往英国，作为返航委员参加战列舰富士的接收及返航事宜，并于1897年10月成功返回日本。同年12月晋升为海军中尉，不久又被擢升为海军大尉，并担任富士的部队长。1898年7月，获命出任通报舰龙田的航海长。1899年调入军令部第三处。中间加藤考取了海軍大學校，其甲种课程入学考试成绩优秀，不过他并没有去上学，而是转头去了俄罗斯，收集俄国的海军军备情报。加藤在俄国呆了将近三年，与同僚廣瀨武夫过从甚密，也结识了陆军武官田中义一（日后的陸軍大臣）。1902年加藤回国，在战列舰三笠上任职了一段时间。1903年9月晋升为海军少佐，同年12月出任朝日炮术长。
1904年（明治37年）3月，在日俄战争爆发后，加藤为战列舰三笠的炮术长。其一改之前各火炮各自为战的做法，而是采用了根据檣楼上的着弹点观测员的报告统一指挥火炮的方式，提高了命中率。同年8月黄海海战爆发，加藤也在战斗中负伤。黄海海战结束后，军令部深感精通俄国事务的人员不足，于是从前线调走加藤，让他参与拟定计划，并以山本权兵卫的侍从官的身份向大本营报告，同时兼任山本的秘书长。
1906年，加藤参加了山本的代表团，对意、英、德、美多国进行访问，并参加了第二次英日同盟海军方面内容的商讨议定工作。在与会的海军谈判代表中，加藤是唯一一位中校级别军官，是所有与会者中军衔最低的。同时加藤作为随员参加了伏见宫博恭王的访英慰问团。这次的外交活动让加藤得以结识包括结识时任英国第一海务大臣費舍爾在内的多国海军高层，这将会对加藤日后的生涯有不少影响
1907年9月，从欧美访问回国的加藤重归现场，担任装甲巡洋舰浅间的副舰长。1908年12月，改任战列巡洋舰筑波副舰长。1909年4月再次从现场召回，旋赴英任驻英海军武官。在此期间，加藤负责监督正在英国建造的战列巡洋舰金剛，并以其炮术专长，积极游说两国高层，推动修改金刚级的主炮配置，争取到了获取英国正在研发、连自己的战舰都还没有装备的14英寸（356 mm）火炮的机会，而在此过程中加藤此前建立的人际关系可谓至关重要。1911年，加藤回国，先后担任浅间、筑波的舰长职务，同年12月，改赴海军兵学校出任教导一职。此时的兵学校校长正是加藤当初的炮术老师山下源太郎。在山下的支持下，加藤组织了一个基础导航与科学教材编写组，把他在驻英期间所见的最新科学技术发展编进了教材里。同一时间，加藤在私人信件里写道：“中国问题……已经越来越成为攸关日本生死的事情，必须引起我们最密切的重视。……我们训练有素的突击部队枕戈达旦，一待有令就可以立即出发，前往需要他们的地方。……如果我们现在扩张，我们会在太平洋的东部和南部（与美国）发生利益冲突。但不管我们是前进还是撤退，他们的进攻都在所难免。因此，日本应当领导一个伟大的‘同文同种’的联邦，让中国在日本的指导下进行发展……这些事情难道不意味着机会，让我们能够与中国合并吗？”
1914年发生西门子事件，处于风暴中心的正是加藤当年在英国督造的金刚号，不过加藤本人并未受太大影响。同年5月1日，加藤回到部队，担任战巡伊吹的舰长，并着手进行参加巴拿马运河开通仪式的准备工作。随着欧洲战争的阴云逐渐密布，加藤判断日本将会有可能参战，因此早早就开始了战备工作，并抢在日本宣战前完成了整备。第一次世界大战爆发后中，加藤作为南遣支队（日方称“特别南遣枝隊”）指挥官，协同英国海军在太平洋地区巡逻、搜捕德国舰只。1915年，同盟国在亚太的势力遭到了沉重打击，日本海军大体回复到和平状态，加藤也转到第二舰队去担任参谋长。同年12月13日，到日本当时最新式的军舰比叡担任舰长一职，这也是他最后一次担任舰长的职务。
1916年12月1日，加藤晋升为海军少将，并担任海军炮术学校校长。加藤此前的履历让他成为这一职务的首选，而他也的确以饱满的热情进行工作，组织了多个研讨小组，并在学校里推广各种体育运动。1917年炮术学校训练舰筑波发生弹药库爆炸事件，加藤主持了相关的调查委员会，最后委员会宣布事件与炮术学校无关，而这一事件也并未对加藤日后的仕途造成多大影响。
1918年，日本海军为了配合对西伯利亚进行干涉而组建了第五战队，对俄罗斯很熟悉的加藤也就顺理成章担任第五战队司令，除了维护协约国利益之外，也肩负起外交工作的使命。同年12月，加藤改任横须贺镇守府参谋长。在此期间加藤积极引进欧洲新技术，鼓励海军飞行事业的发展，并为建立防空系统而奔走。虽然横须贺当地的市政官员对此并不感兴趣，加藤还是竭尽所能在军港处建立了日本第一套防空系统。1919年6月，加藤调到军令部，7月开始出访欧美，时间长达336天，对各国战后的军事发展、文化、运输能力、交通进行调研。代表团并不受法国和美国待见，却在德国所获最丰，加藤得到了提尔皮茨的会见，商讨了战后日德合作的可能性。
1920年6月任海軍大學校校长。其在大学入学仪式上曾言及“本校只追求战争的胜利，哲学、宗教、思想等一概不需要”。1921年华盛顿会议召开，9月21日，加藤以海军首席技术顾问的身份与会，但其作为裁军条约反对派的重要支持者，与时任海军大臣、日方谈判团主席、全权代表、身为条约赞成派的加藤友三郎之间产生了激烈的冲突。
1923年6月1日，加藤任第二舰队司令长官。同年9月1日发生關東大地震，加藤在得知此事后立即取消了原定的练习，赶往东京湾。一到东京，他就紧急搜罗船只救灾；虽然数量不足，他还是想方设法凑到了60艘船只和15艘拖船。加藤一直忙碌到9日才第一次上岸，在向上级做过报告后才回家两小时，查看家里的情况，之后又匆匆返回舰上。
1924年12月1日，加藤出任横须贺镇守府司令长官，在任内主持了三笠博物馆的落成仪式。
1926年（大正15年）12月至1928年（昭和3年）12月间，加藤出任联合舰队司令长官兼第一舰队司令长官。1927年加藤晋升为海军大将。加藤在任内遵守着东乡平八郎海军大将的训导“训练无限制”而对海军内部严加要求，海军内日夜进行着极为繁重的训练任务。1927年8月27日，日军在夜间训练中发生了严重的冲撞事故，即美保关事件，在事故中一艘驱逐舰沉没、两艘巡洋舰及一艘驱逐舰受创。此次事故导致各舰共120人死亡。但加藤在此次事件中并未被追究责任；事件发生后，他依旧继续推行着严厉的训练制度。此外，在1927年，日内瓦海軍會議召开，加藤本人并未参加会议，也没有公开发表过意见，仅在私下表达自己的态度。
1929年1月，原军令部长鈴木貫太郎退出现役并转任侍从长，加藤遂接替铃木出任军令部长一职。其激烈反对《伦敦海军条约》中日本对美巡洋舰吨位为7:10的限制，与首相濱口雄幸、海相財部彪等人发生了严重对立。此事日后发展成为“统帅权干犯”问题，1930年6月条约批准后，加藤旋即通过“帷幄上奏”的方式请辞军令部长一职。其身为海军中的“舰队派”领袖，联合了伏見宮博恭王、末次信正等人，与岡田啟介等所谓的“条约派”产生了严重的对立。
1931至1932年间，加藤在軍事參議院任职，主要视察军队设施、演习等。1932年一·二八事變爆发，加藤对此颇为关注，并于同年担任靖国神社祭奠日军战死者仪式的主持者。同年五一五事件爆发，事后有兵变参与者供称起因之一，正是1930年《伦敦海军条约》在日本国内辩论之际，加藤被剥夺了在御前会议发表自己意见的机会一事。条约派趁机将此公布，试图渲染加藤是兵变幕后主使的印象，不过这一做法更加激起了舰队派的不满。加藤本人可能并没有直接参与到兵变中去，而且他早在1930年就力陈，接受条约将会导致海军中下级军官生事；但是他本人的确带头反对条约，并且与右翼组织过从甚密，时人与后世均认为，其与兵变无论如何也脱不了关系。
1932年开始，伏见宫博恭王出任军令部总长一职，与加藤私交甚厚的伏见宫给予了加藤大力支持，使其在海军内部（舰队派对条约派，后来在某种意义上变成军令部的军令派对海军省的军政派）的斗争中逐渐争得上风，1933年加藤的支持者开始在军令部内主持进行一系列改革。同年大角岑生重掌海军省，将大批高级将领强制退役（史称“大角人事”），有评论者认为这是军政派对加藤的反击。
1934年4月，加藤再次作为一个特别委员会主席，参加靖国神社对日军在九一八事变及一二八事变战死者的招魂仪式。5月东乡平八郎去世，加藤再次到靖国神社主持祭祀仪式。同年又主持《军人敕谕》50周年纪念仪式。此时加藤在日本国内以及海军中的声望达到了顶峰。1934年接下来的时间里，加藤一直在推动日本退出裁军条约。1935年（昭和10年）1月底，加藤受命主持一个海军的新技术委员会，这也成了其在役期间最后一个正式的工作。同时加藤也继续发挥其在教育领域的影响力，经常到海军大学校讲课1935年11月2日，加藤满65岁，退出现役。加藤在海军中拥有相当高的人望，很多现地军官都支持加藤受封海军元帅的称号。但是日本海军军官获颁赠元帅荣誉，通常需要在战时指挥一支舰队；而加藤仅指挥过支队规模的编制，按惯例不太够格，故此加藤还是与元帅头衔失之交臂。
1935年9月，东京都警視總監汇报，加藤与末次信正海军大将，以及陆军的真崎甚三郎大将、荒木貞夫大将涉嫌密谋策划兵变，推翻政府。1936年二二六事件爆发，事后加藤否认参与兵变，但对兵变参与者表示同情。调查显示加藤的确与涉事的多人有来往，但缺乏证据证明其的确参与了兵变。
此后加藤一直在家中著书。1939年，加藤因病逝世。
加藤的日记后来经整理出版成书，书中记载了从1918年（大正7年）开始到1939年（昭和14年）的重要事件的信息，包括日本出兵西伯利亚干涉俄国革命，《华盛顿海军条约》和《伦敦海军条约》从批准到日本退出期间海军内部的变动，以及和陆军、政府还有各界人士的来往等都有详细记载，此外还有九一八事变、五一五事件、二二六事件、七七事变等的记载。
在加藤身后，由同乡冈田启介推动，在他的家乡为他建立了一座纪念碑。

## 轶闻
加藤刚出生时很健康，但少年时一直身体虚弱。他的武士家庭出身的母亲因此每天都带他到河边洗澡。得益于此，加藤日后才能顺利考入海军兵学校。
加藤在浪速上遇到了来自同一条村子的冈田启介，早年他们两人之间关系还挺不错。但日后两人因意见不同而势同水火（加藤为舰队派，而冈田支持条约派）。二二六兵变前夕，就有报告指称加藤涉嫌推翻冈田内阁。
有资料显示，加藤在出发前往俄罗斯之前就已经能熟练使用俄语，甚至能够在廣瀨武夫追求某位俄国海军将军的女儿时为他充当翻译；不过并不清楚加藤是什么时候、在哪里学到俄语的。他此后一生都对俄罗斯保有很大的兴趣，也经常阅读俄语小说。
加藤一直外表瘦弱，用功刻苦，是个典型的好学生；而他的兵学校前辈广濑身材高大，成绩却马马虎虎，兵学校毕业时也只是位居中流。不过两个人在俄国关系很好（比如加藤给广濑撮合谈恋爱的事）。另外，因为他和广濑的关系好，囊中羞涩的田中义一还时常通过他向广濑借钱。日俄战争爆发时加藤在战列舰朝日上担任炮术长一职，而他的密友广濑则正好担任水雷长（负责水雷、鱼雷等事务）。两名精通俄语、了解俄国的军官战时在同一艘军舰上服役，这事情本来就不太应该，而两人都请缨参加对旅顺口的堵塞作战，就更为不妥。最终广濑如愿，而加藤落选。但随后广濑就在行动中殒命。
加藤私下很讨厌文职工作。1904年从前线调离的任命到达时，他就私下里抱怨过一次这是要让他当一个“卑微的小职员”。1909年听闻要当驻英海军武官后，他在给别人的信件中写道“要被流放三年”。
加藤在驻英期间频繁与英国海军高层会晤，乃至面见王室，故此他的名字也经常上《泰晤士报》的宫廷版新闻。不过1911年他回国后却意外得知他的名字“Hiroharu Katō”被人当作是伦敦肯辛顿的一名议员而正儿八经地写进一桩当地的立法报道里。虽然有人质疑过这么一个明显离谱的名字，但报纸编辑还是把他名字登上去了。他只好哭笑不得地写了个澄清声明：“加藤宽治先生是日本海军的一名中校，以及维多利亚勋章获得者”。
华盛顿裁军会议后，加藤友三郎以强硬的手段推进裁军，将约九成的海军中将都转入预备役，时人称之为“一人大臣”；而加藤宽治不但没被强令退役，反而还获任命为军令部次长。据此有研究者认为，加藤友三郎此时已经将加藤宽治列入自己的继任者人选之一进行考虑，两人之间其实并不存在根本性的对立。
关于加藤的元帅荣誉问题，虽然按海军惯例是要在战时曾指挥过舰队级别的编制，但实际上这并非硬性条件，日本陆海军都有过许多“破格”的先例。考虑到加藤的履历，他完全能受封元帅。故此有作者认为，这是因为宫廷内部有人反对封晋加藤，尤其是加藤与时任海军大臣冈田关系紧张，而与伏见宫也渐渐疏远，这都对加藤不利。一般情况下，日本对不够资格获封元帅荣誉的将领会赐予男爵头衔作为补偿（如加藤的老师山下），但加藤同样没份。不但如此，加藤也没有获得过什么重要的荣勋。虽然加藤一直能获得各种任命，足见其地位不容忽视，但都是些临时性的军内任命，皇室一直不愿意赐予其永久性的荣衔。

## 荣勋
日本
- 1894年（明治27年）4月16日 - 正八位[33]
- 1895年（明治28年）11月18日 - 勋六等单光旭日章[34]
- 1904年（明治37年）11月29日 - 勋四等瑞宝章 [35]
- 1909年（明治42年）4月18日 - 皇太子渡韓纪念章[36]
- 1918年（大正7年）9月26日 - 勋二等瑞宝章[37]

外国
- 1907年 - 英国皇家維多利亞勳章[8]

## 関連項目
- 大日本帝國海軍軍人列表
- 日本海军大将列表

| 军职              | 军职                                                    | 军职            |
| ----------------- | ------------------------------------------------------- | --------------- |
| 前任： 岡田啟介   | 連合艦隊司令長官 第17代：1926年12月1日 - 1928年12月10日 | 繼任： 谷口尚真 |
| 前任： 鈴木貫太郎 | 軍令部長 第13代：1929年1月22日 - 1930年6月11日          | 繼任： 谷口尚真 |